# Fritz Schaper (Bildhauer)

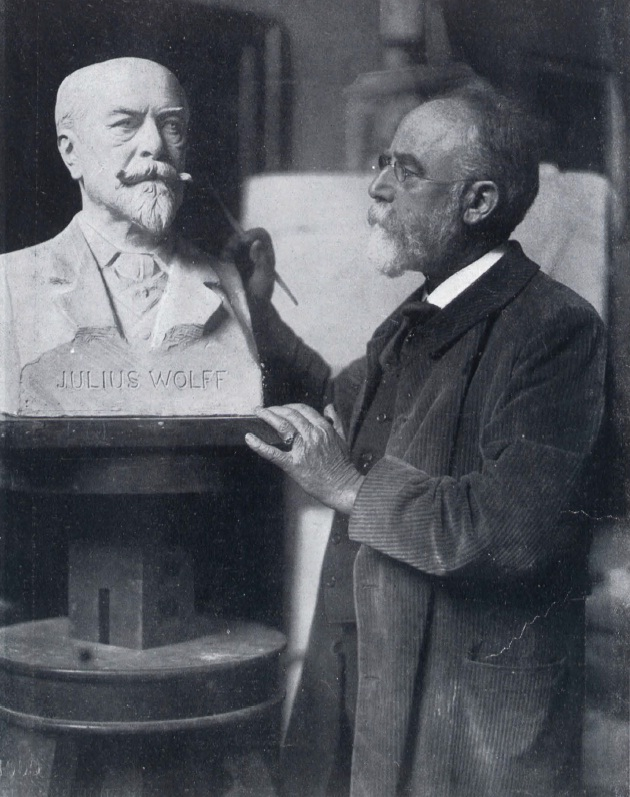
Fritz Schaper in seinem Atelier mit Büste von Julius Wolff, Foto von Marta Wolff (1909)

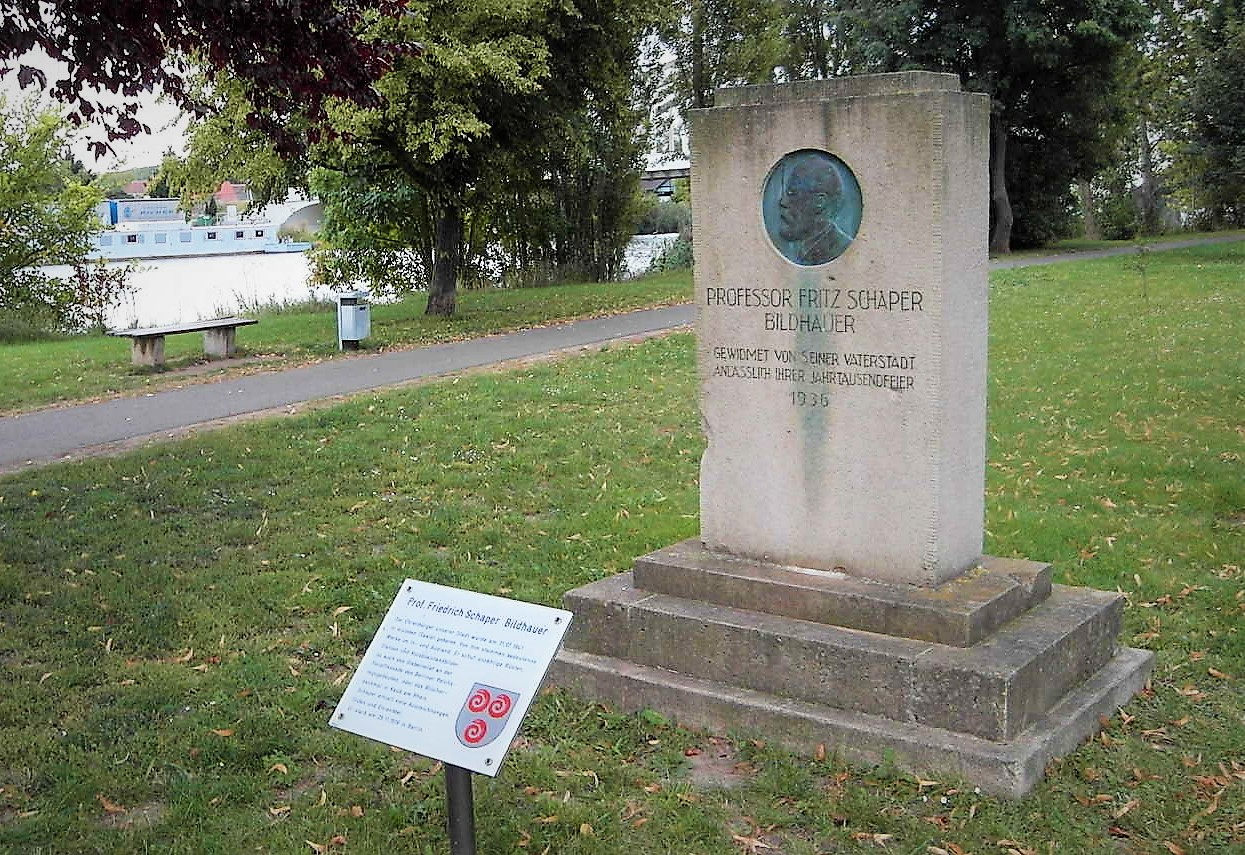
Professor Fritz Schaper, Bildhauer – gewidmet von seiner Vaterstadt Alsleben (Saale) anlässlich ihrer Jahrtausendfeier 1936

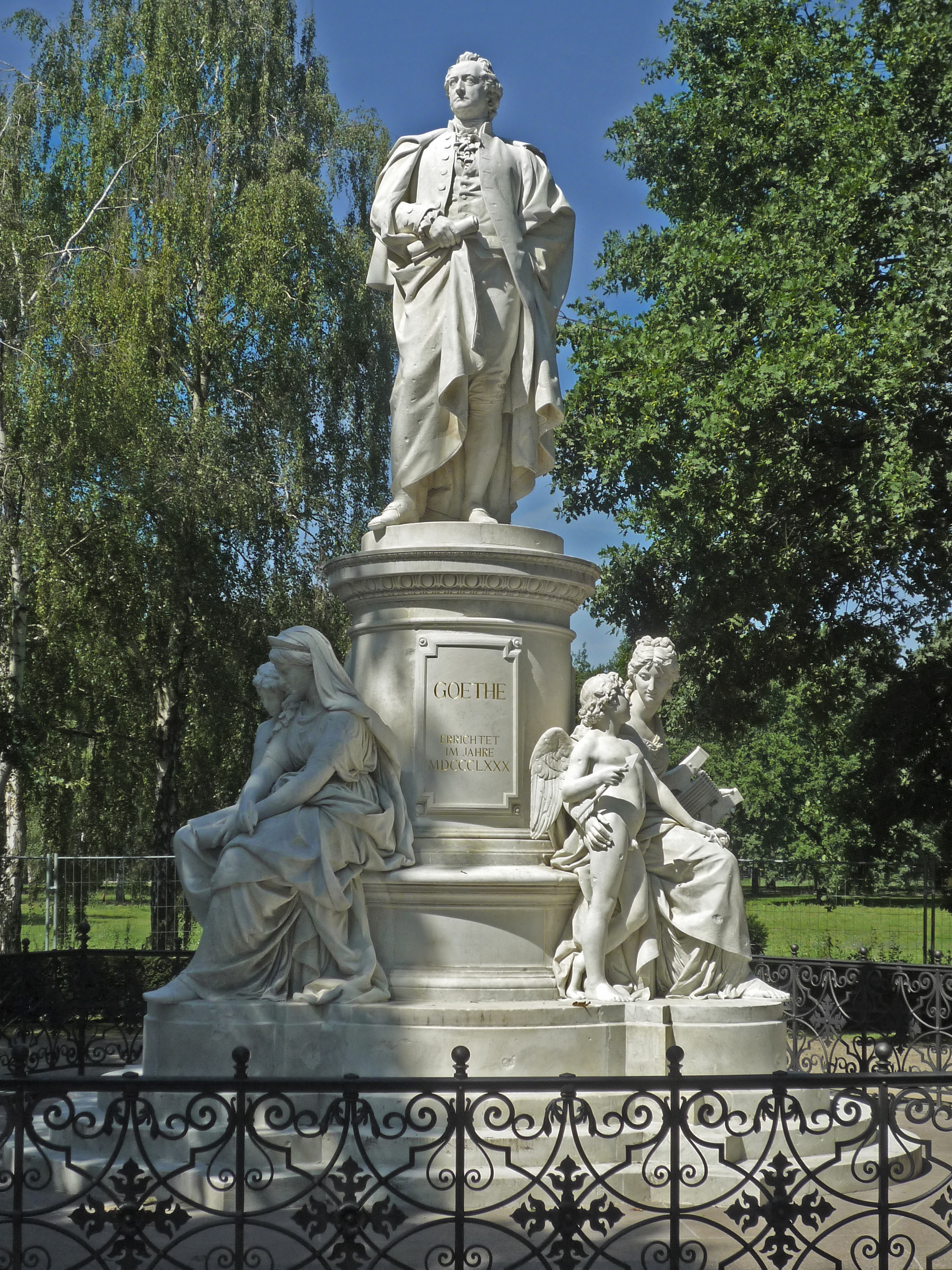
Goethe-Denkmal im Berliner Tiergarten, 1880

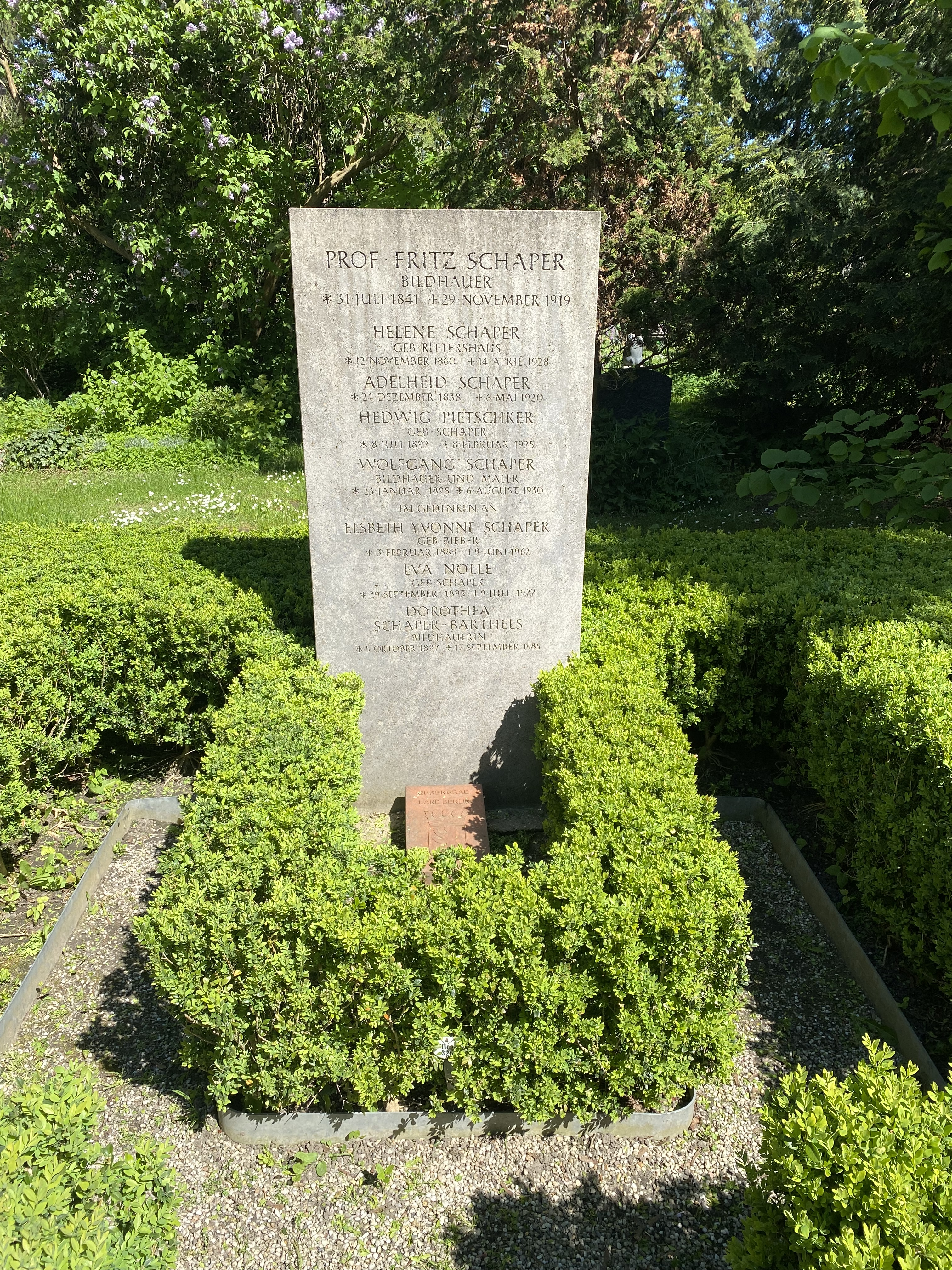
Grabstätte auf dem Friedhof IV der Gemeinde Jerusalems- und Neue Kirche

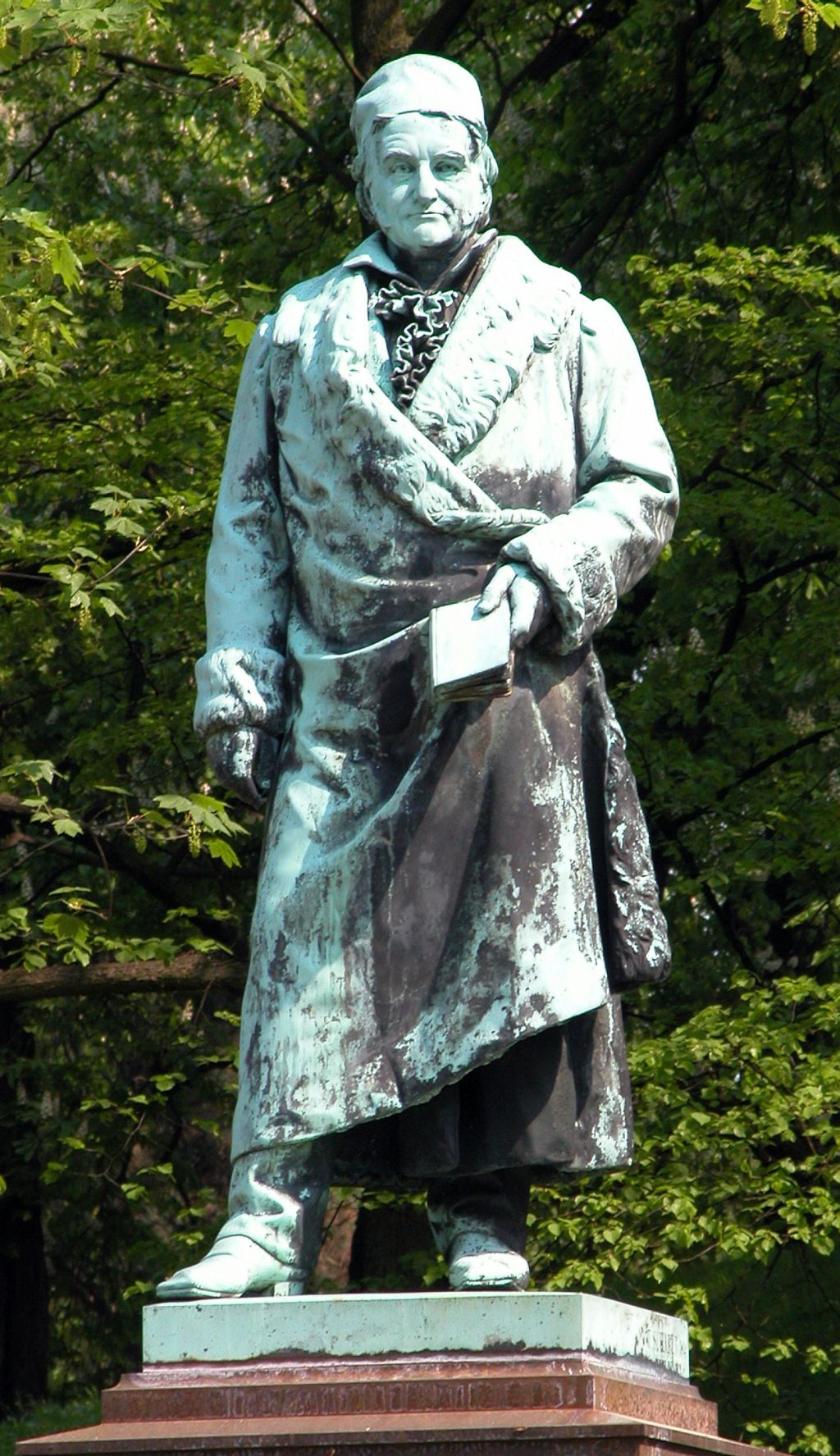
Gauß-Statue in Braunschweig

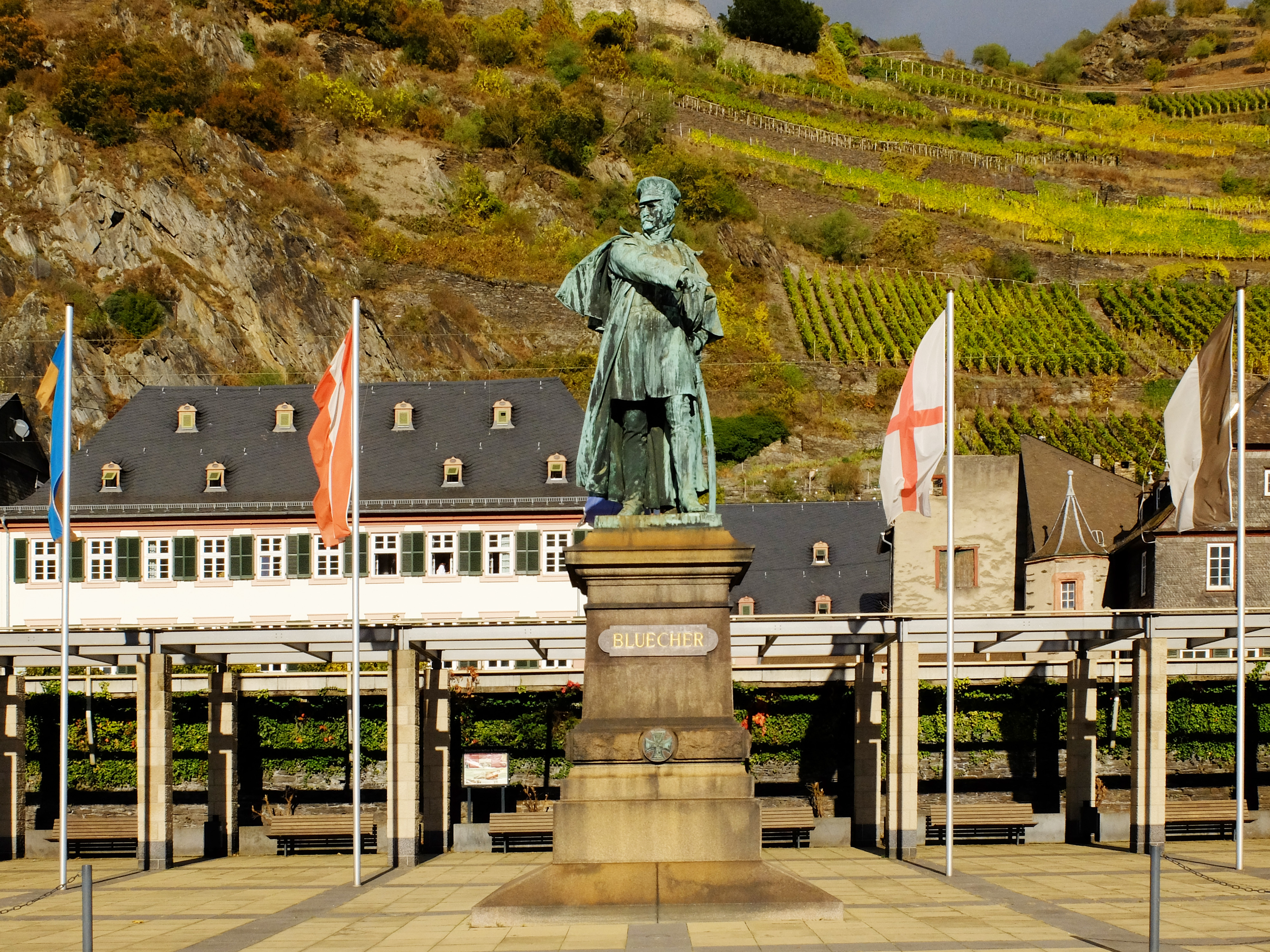
Blücherdenkmal in Kaub am Rhein, 1894

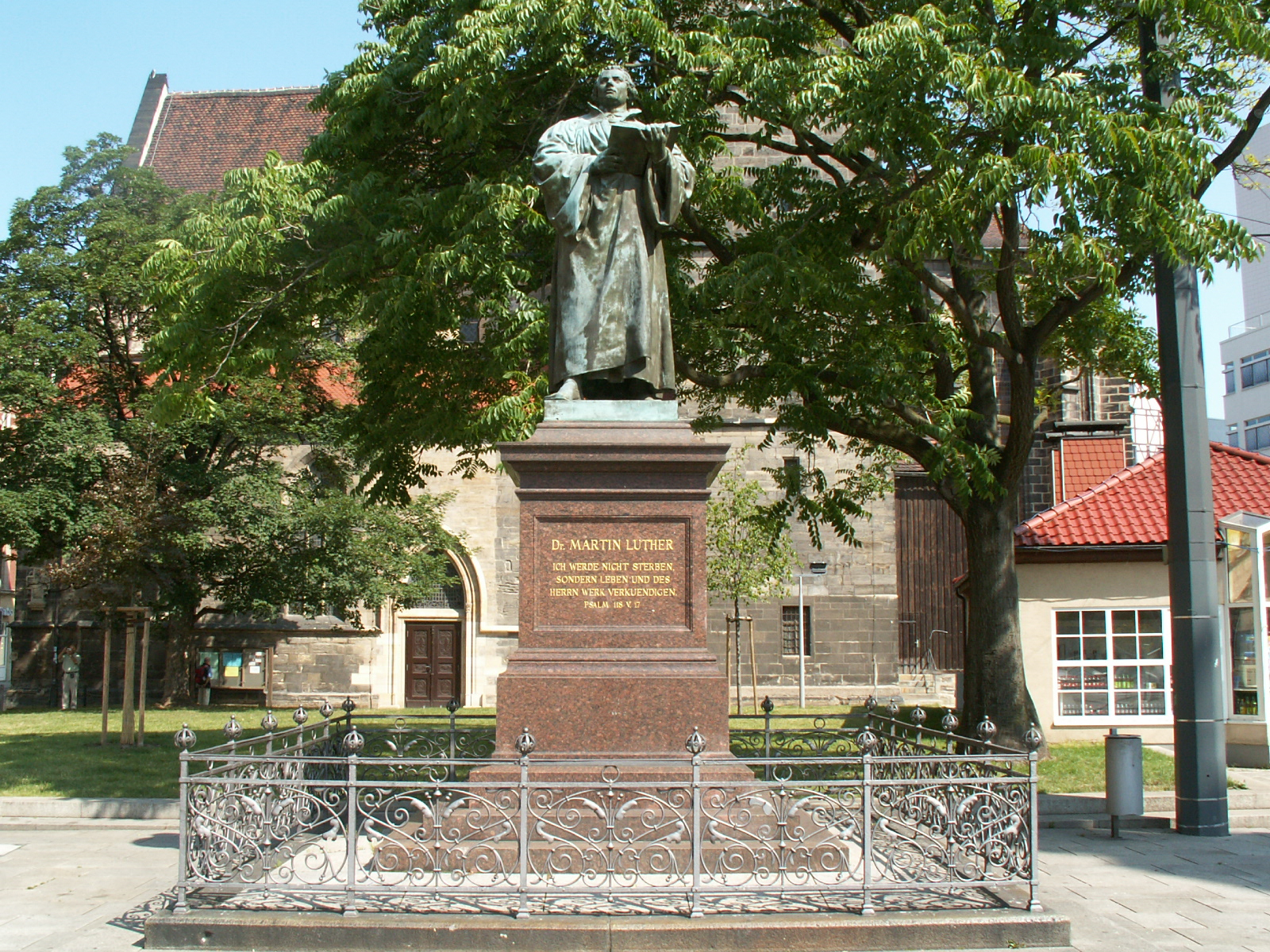
Lutherdenkmal am östlichen Anger in Erfurt

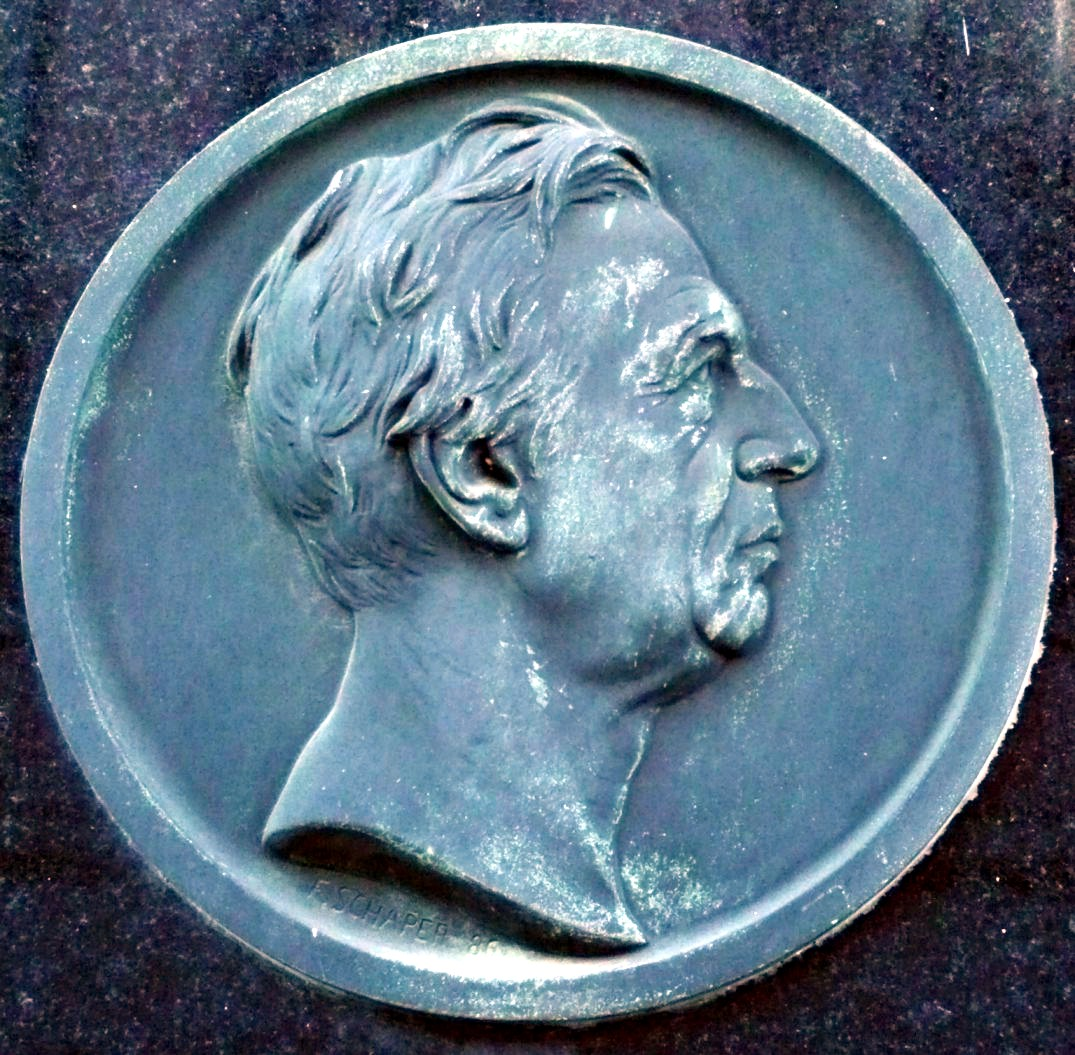
Reliefbildnis Eduard Grell, 1886

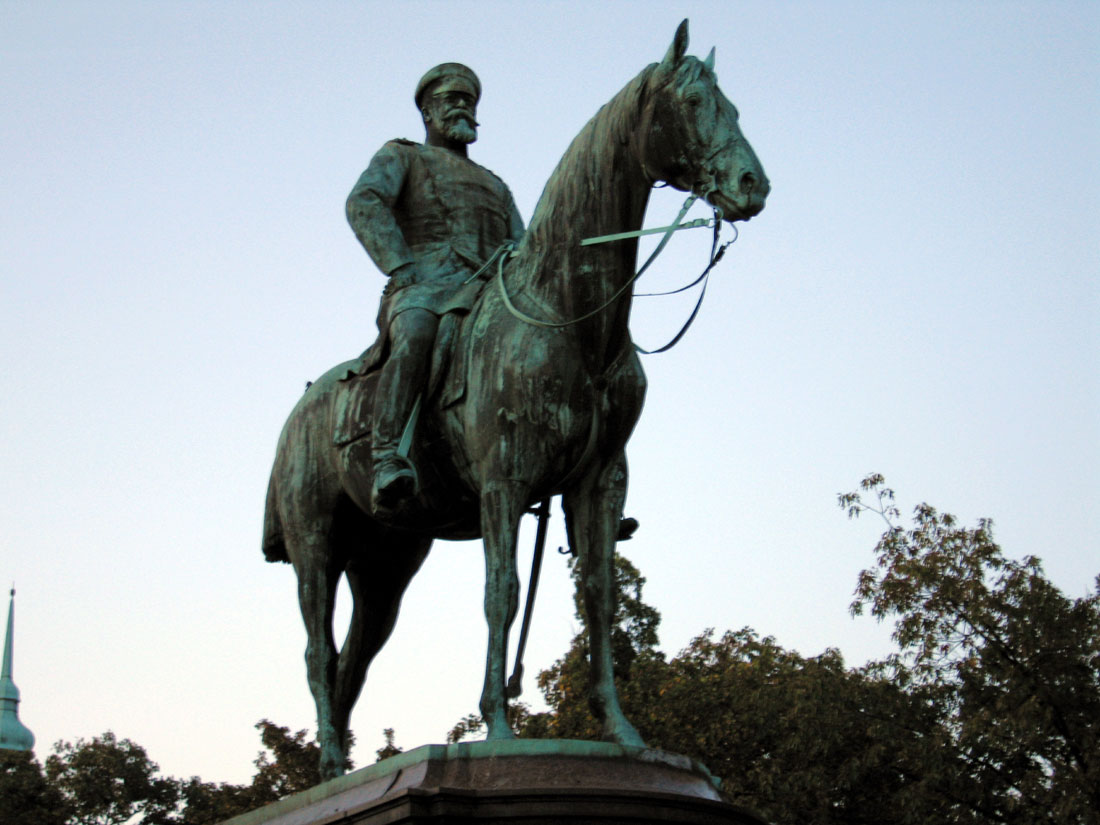
Reiterstandbild Großherzogs Ludwig IV. in Darmstadt, 1898

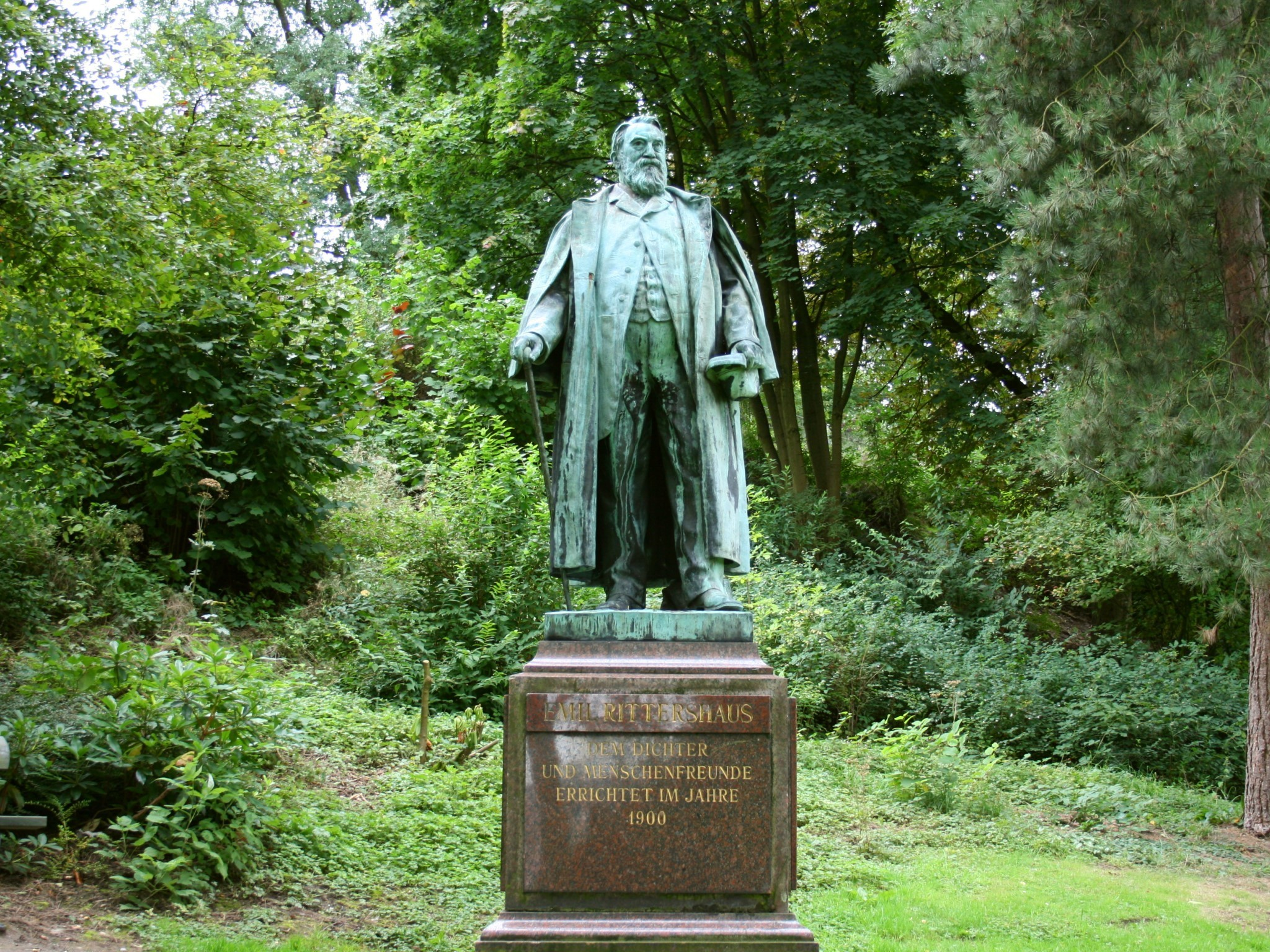
Rittershaus-Denkmal in Wuppertal

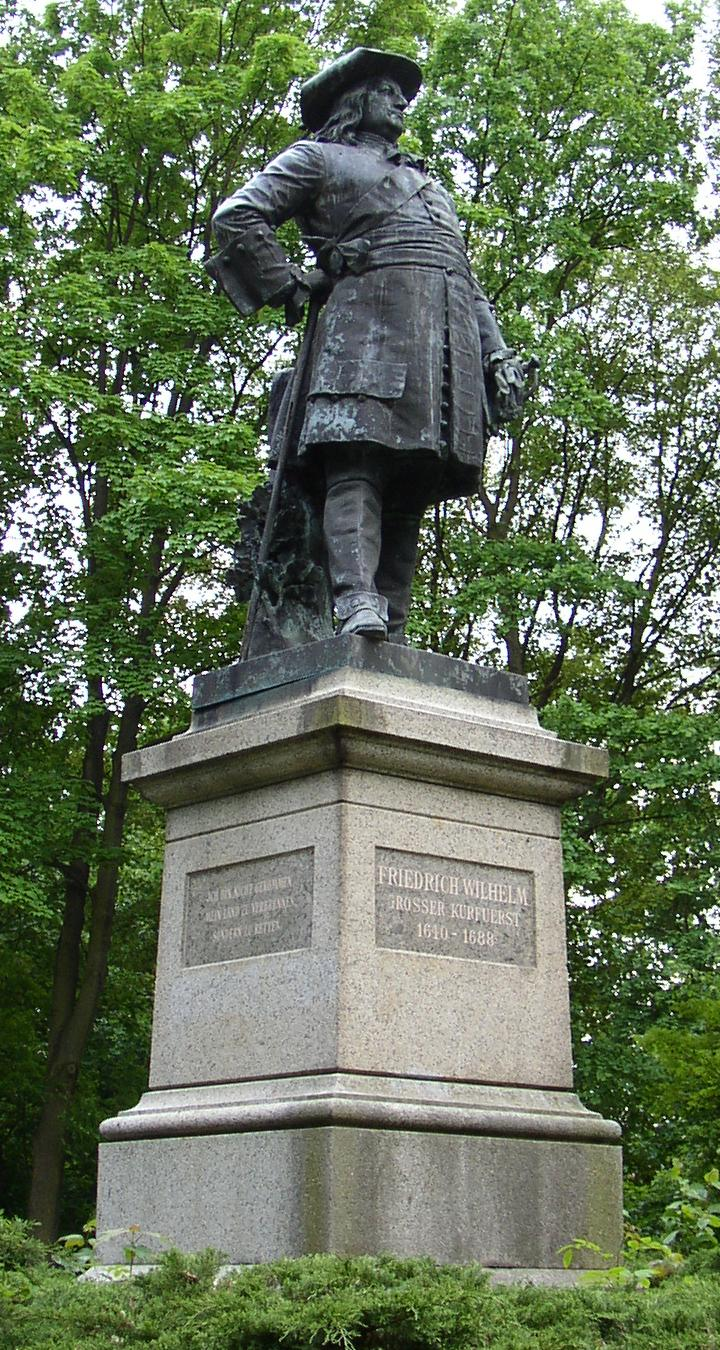
Denkmal des Großen Kurfürsten in Fehrbellin, 1902

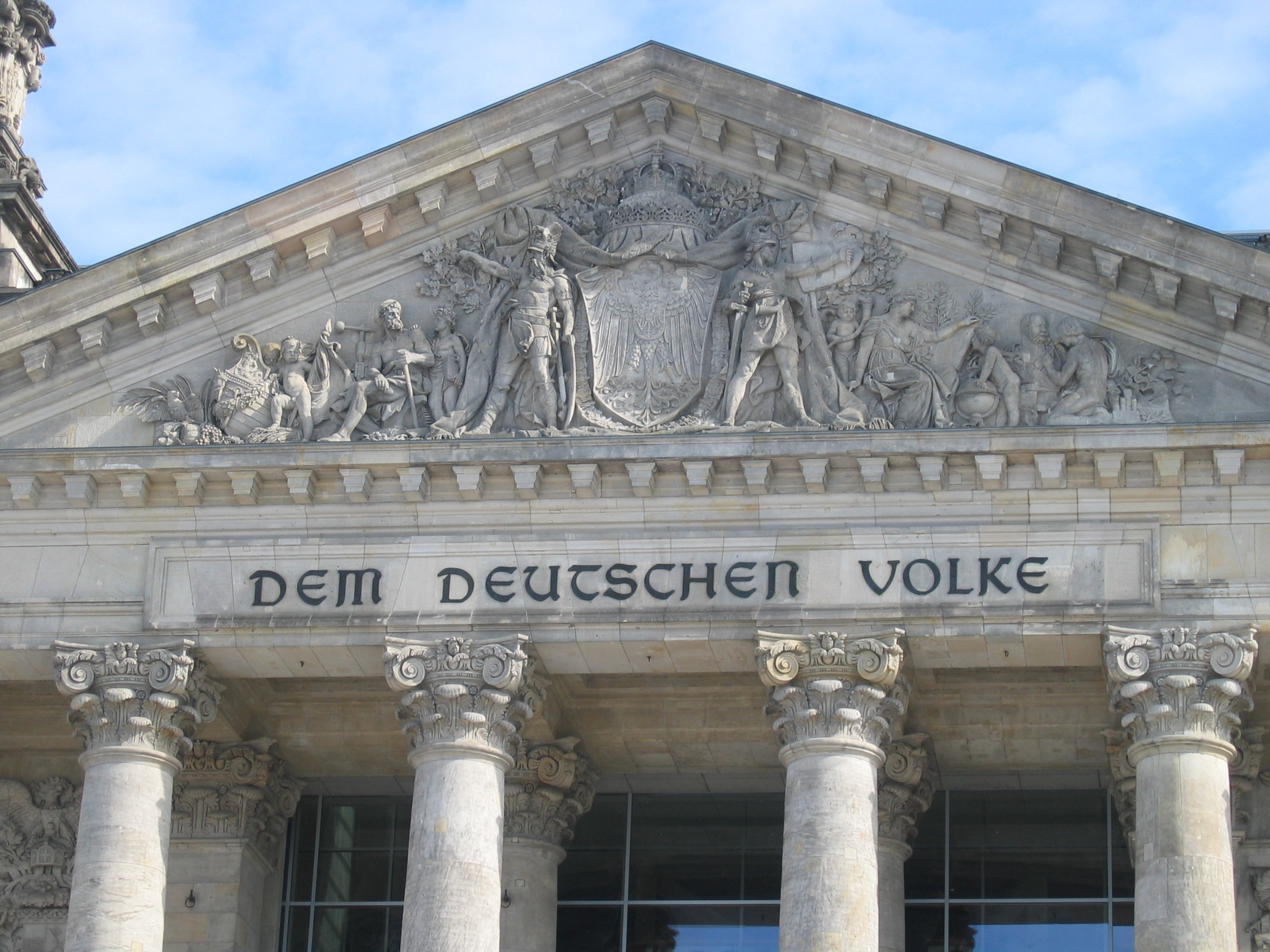
Giebel des Reichstags, Relief von Fritz Schaper und der von Peter Behrens gestaltete Schriftzug

Hugo Wilhelm Friedrich „Fritz“ Schaper (* 31. Juli 1841 in Alsleben (Saale); † 29. November 1919 in Berlin) war ein deutscher Bildhauer und Medailleur des ausgehenden 19. Jahrhunderts und ein Vertreter der Berliner Bildhauerschule. Ab 1875 lehrte er als Leiter des Aktsaals für Bildhauerei und von 1880 bis 1890 als Professor an der Berliner Kunstakademie.

## Leben
Fritz Schaper wurde als vierter Sohn des Pastors Friedrich Gottfried Peter Schaper und dessen Frau Antonie Schaper geb. Heiligenstädt geboren. Am 6. Januar 1848, als Fritz noch keine 7 Jahre alt war, starb sein Vater, und seine Mutter zog mit ihren sieben Kindern nach Halle (Saale). Bereits im darauffolgenden Jahr am 14. Juli 1849 verstarb auch sie, und die Kinder wurden bei verschiedenen Familien untergebracht. Fritz Schaper wuchs bei Graf Kielmannsegg auf, zuerst auf dem Land, dann wieder in Halle. Dort besuchte er die Realschule der Franckeschen Stiftungen. Mit 15 Jahren ging er ab und absolvierte eine Steinmetzlehre bei C. A. Merckel. Dabei zeigte sich sein Talent, und der Wunsch entstand, Bildhauer zu werden.
Zur weiteren Ausbildung ging Schaper 1859 nach Berlin und besuchte dort zwei Jahre die Berliner Kunstakademie. Dort übte er sich unter anderem im anatomischen Zeichnen und Zeichnen nach der Antike. Gleichzeitig wurde er 1860 ein Schüler des Bildhauers Albert Wolff. Ebenso wie Wolff, der ein Freund und Schüler des kurz zuvor verstorbenen Christian Daniel Rauch gewesen war, nahm Schaper sich Rauch zum Vorbild für sein weiteres künstlerisches Schaffen. Zu seinem 23. Geburtstag bekam Schaper sein elterliches Erbteil ausgezahlt, was ihm mehr finanzielle Unabhängigkeit einbrachte. 1865/1866 schuf er sein erstes eigenständiges Werk, die Gipsgruppe Bacchus und Ariadne. 1867 reiste er zur Weltausstellung in Paris. Anschließend gründete er sein erstes eigenes Atelier an der Großen Präsidentenstraße, übersiedelte aber bald in die Albrechtstraße. Er bekam noch im gleichen Jahr einen Auftrag für eine Borussia und zwei Löwen am Kriegerdenkmal in Halle, das 1872 enthüllt wurde. Zunächst blieben jedoch große Aufträge noch aus.
In den 1870er Jahren beteiligte sich Schaper häufig an Künstlerwettbewerben. Ein wichtiger Erfolg war der 1. Preis bei dem Wettbewerb um das Berliner Goethe-Denkmal 1871, mit dessen Ausführung er zwei Jahre später beauftragt wurde, und das 1880 im Tiergarten enthüllt wurde. 1875 wurde er Leiter des Aktsaals für Bildhauerei unter Anton von Werner. Diese Position verschaffte ihm ein sicheres Einkommen und höheres Ansehen. Es folgten weitere bedeutende Aufträge, unter anderem für das Kölner Bismarck-Denkmal, das Braunschweiger Gauß-Denkmal und Hamburger Lessing-Denkmal. Auch schuf Schaper in dieser Zeit erste Büsten.
Im Januar 1880 wurde Schaper Mitglied der Preußischen Akademie der Künste, und im Juni des gleichen Jahres, am Tag der Enthüllung des Goethe-Denkmals, bekam er den Titel als Professor verliehen. Im Folgejahr wurde er Mitglied des Senats der Akademie der Künste sowie Ehrenmitglied der Dresdner Kunstakademie. Er erhielt verschiedene Auszeichnungen wie das Ritterkreuz des Hausordens vom Weißen Falken (1881), das Kommandeurkreuz des Ordens der Eichenkrone (1882), und wurde Ritter des preußischen Ordens Pour le Mérite (1884). Schapers Popularität als Bildhauer wuchs, und er bekam zunehmend direkte Aufträge, ohne sich vorher gegen Konkurrenten durchsetzen zu müssen. Er fertigte zahlreiche Büsten für Privatpersonen und Institutionen. 1884 wurde sein Denkmal für August von Goeben in Koblenz enthüllt, 1889 sein erstes Unternehmerdenkmal, das Alfred-Krupp-Denkmal an der Marktkirche in Essen.
1890 gab Schaper sein Lehramt auf und zog in ein eigenes Haus mit Atelier an der Buchenstraße. Im Jahr darauf heiratete er Helene Rittershaus, eine Tochter des Dichters Emil Rittershaus. Aus der Ehe gingen vier Kinder hervor: Hedwig (1892–1925), Eva (1893–1977), Wolfgang (1895–1930) und Dorothea (1897–1985). Letztere beide waren später ebenfalls als Bildhauer tätig.
In den 1890er Jahren erhielt Schaper neben vielen anderen Aufträgen erstmals auch solche, die kaiserlicher Zustimmung bedurften. Er schuf unter anderem acht Denkmäler, die fürstliche Personen darstellten. Das Giebelrelief aus Sandstein an der Hauptfassade des Reichstagsgebäudes (1891–1893) ist ebenfalls ein wichtiges Werk dieser Schaffensperiode.
Das 20. Jahrhundert begann für Schaper mit einer schweren psychischen Krise und Depressionen, die ihn 1900 zu einem Aufenthalt im Sanatorium Bellevue zwangen. In den folgenden Jahren kamen gesundheitliche Probleme hinzu und seine künstlerische Aktivität nahm ab. 1901 erhielt er auf der Großen Berliner Kunstausstellung eine große Goldmedaille. Er bereiste Italien (1901), Sizilien (1906) und Amerika (1907). 1903 erhielt er einen letzten kaiserlichen Auftrag, die Altgermanische Wisentjagd für den Berliner Tiergarten. 1905 wurde er erneut zum Senator der Akademie der Künste gewählt und erhielt zwei Auszeichnungen, den Roten Adlerorden II. Klasse mit Eichenlaub für das Denkmal des Großen Kurfürsten und den Kronen-Orden II. Klasse mit Stern für Johann von Küstrin. In der Zeit danach schuf er vorwiegend Büsten, weniger Denkmale.
In den 1910er Jahren wandte sich Schaper vermehrt der Grabmalsplastik zu. Wenige Wochen nach Beginn des Ersten Weltkriegs wurde sein Sohn Wolfgang an der Westfront schwer verletzt, was eine Beinamputation nötig machte. Dies belastete Schaper in der Folgezeit, hinzu kamen motorische Störungen der rechten Hand, unter denen er ab 1915 litt und eine beginnende Erblindung. Zumeist leitete er nur noch seine Gehilfen bei der Bildhauerei an und nahm letzte Korrekturen vor. 1919 starb er mit 78 Jahren.
Schaper gehörte zu den Unterzeichnern des Aufrufs An die Kulturwelt vom 4. Oktober 1914.
Der Hofjuwelier Hugo Schaper, der unter anderem die Krone von Kaiser Wilhelm II. anfertigte, war ein Bruder von Fritz Schaper. Die Meinungsforscherin Elisabeth Noelle-Neumann war eine Enkelin von Fritz Schaper. Schaper bekam ein Berliner Ehrengrab auf dem Friedhof IV der Gemeinde Jerusalems- und Neue Kirche an der Bergmannstraße in Kreuzberg.

## Schüler
- Karl Albert Bergmeier (1856–1897)
- Adolf Brütt (1855–1939)
- Emil Fuchs (1866–1929)
- Heinrich Günther-Gera (1864–1941)
- Anna von Kahle (1843–1920)
- Ludwig Manzel (1858–1936)
- Paul Peterich (1864–1937)
- Richard Rusche (1851–1935)
- Paul Türpe (1859–1944)
- Wilhelm Wandschneider (1866–1942)

## Ehrungen
- 1881: Ritterkreuz des Sachsen-Weimarischen Hausordens vom Weißen Falken
- 1882: preußischer Roter Adlerorden IV. Klasse
- 1884: Orden Pour le Mérite für Wissenschaften und Künste (1905 Vizekanzler, 1915 Kanzler)
- 1890 Juli 28: großherzoglich hessische Goldene Verdienstmedaille für Wissenschaft, Kunst, Industrie und Landwirtschaft[7]
- 1898 November 25: Kommandeurkreuz II. Klasse des großherzoglich hessischen Ludewigs-Ordens[8]
- 1901: Große Goldmedaille der Großen Berliner Kunstausstellung
- 1905: preußischer Roter Adlerorden II. Klasse mit Eichenlaub
- 1905: preußischer Kronen-Orden II. Klasse mit Stern
- 1936: Denkmal und Ehrenbürgerwürde seiner Geburtsstadt Alsleben (Saale)

## Werke
- Aachen: Reiterstandbild des Kaisers Wilhelm I., 1901
- Berlin:
  - Preußische Madonna
  - Denkmalgruppe 25 in der Berliner Siegesallee im Tiergarten mit dem zentralen Standbild des Großen Kurfürsten Friedrich Wilhelm von Brandenburg und den Nebenbüsten des Generalfeldmarschalls Georg von Derfflinger sowie des Oberpräsidenten des Geheimen Staatsrates Otto Freiherr von Schwerin, 1901 errichtet, 1938 in die Große Sternallee versetzt, von 1978 bis 2009 im Berliner Lapidarium, seit Mai 2009 in der Zitadelle Spandau
  - Standfigur des Großen Kurfürsten im Alter seiner Thronbesteigung im Weißen Saal des Stadtschlosses; zerstört
  - Sitzfigur der Kaiserin Augusta
1895 auf dem Opernplatz vor der Königlichen Bibliothek errichtet, 1928 in den Park von Schloss Monbijou versetzt; im Zweiten Weltkrieg zerstört
  - Statue Otto von Bismarck im Deutschen Historischen Museum
  - Christusstatue für den Berliner Dom
  - Christusstatue für die Kaiser-Wilhelm-Gedächtniskirche
  - Altgermanische Büffeljagd für den Tiergarten
  - Goethe-Denkmal im Tiergarten (1880)[9]
  - Büste Ernst Küster (1839–1930), ca. 1907, jetzt Eigentum der Charité
  - Büste Friedrich Althoff (1839–1908) auf dem Althoffplatz in Berlin-Steglitz, 1908
  - Reliefbildnis (Bronze) auf der Gedenktafel für Eduard Grell im Nikolaiviertel, Poststraße 12, 1886, Marmorfassung am Grabmal Ed. Grell, Friedrichswerderscher Friedhof, Bergmannstraße 42
  - Bronze-Büste des Architekten Hermann Wentzel (1820–1889) an dessen Grabdenkmal auf dem Dorotheenstädtischen Friedhof, Chausseestraße 126
  - Reliefporträttondo am Grabmal für den preußischen Ministerresidenten und Geheimen Justizrat Max Siegfried Borchardt (1815–1880) auf dem Dorotheenstädtischen Friedhof, Chausseestraße 126
  - Reliefporträttondos von Caroline (1817–1884) und Heinrich von Sybel (1817–1895) an deren Grab auf dem Alten St.-Matthäus-Kirchhof an der Großgörschenstraße
  - Bronzenes Reliefporträttondo am Grabstein des Komponisten, Dirigenten und Musiktheoretikers Martin Blumner (1827–1901) auf dem Friedhof I der Dreifaltigkeitsgemeinde in Kreuzberg
  - Friedrich-Schleiermacher-Denkmal (Büste), vor der im Zweiten Weltkrieg zerstörten Dreifaltigkeitskirche an der Mohrenstraße
  - Giebelrelief des Reichstagsgebäudes, 1893
  - Büste Georg Schweinfurths, zwei Ausführungen, eine für die Gesellschaft für Erdkunde, gestiftet von Georg Minden und dessen Frau Franka, die andere im Auftrag des preußischen Kultusministeriums für den Botanischen Garten in Berlin-Dahlem, 1913/1914.[10][11]
- Bielefeld: Standbild des Großen Kurfürsten auf der Sparrenburg, 1900
- Bochum: Denkmal für Louis Baare, 1899, zerstört
- Braunschweig: Carl-Friedrich-Gauß-Statue, 1880, in Bronze gegossen von Hermann Heinrich Howaldt
- Breslau: Standbild des Großen Kurfürsten
nach dem Modell in der Berliner Siegesallee, private Stiftung des Kaisers, 1901 in der Kaserne des Leib-Kürassier-Regiment „Großer Kurfürst“ (Schlesisches) Nr. 1 aufgestellt
1935 Abbau und Neuaufstellung in Sagan, nach 1945 beseitigt
- Darmstadt: Reiterstandbild Großherzog Ludwig IV., 1898
- Dresden: Grabmal der Familie von Schmeling auf dem Johannisfriedhof, 1906
- Düsseldorf: Grabmal „Abschied“ auf dem Nordfriedhof, 1917[12]
- Lutherstadt Eisleben: Friedrich-Koenig-Denkmal, 1891
- Emden: Standbild des Großen Kurfürsten, seit 1969 an der Knock aufgestellt
- Erfurt: Lutherdenkmal in Erfurt, 1889
- Essen: Alfred-Krupp-Denkmal, an der Südseite der Marktkirche, 1889
- Fehrbellin: Bronzestandbild des Großen Kurfürsten
Das Denkmal, eine private Stiftung des Kaisers, wurde auf einem Sockel aus grauem Granit auf dem Kanonenberg aufgestellt und am 18. Oktober 1902 enthüllt. Der Bronzeguss erfolgte in der Aktiengesellschaft vorm. Hermann Gladenbeck & Sohn in Berlin-Friedrichshagen
- Geldern: Kaiser-Wilhelm-I.-Standbild auf dem Kleinen Markt, 1913
- Gießen:
  - Liebigdenkmal, 1890 (1945 zerstört)
  - Grabmal der Familie Mahla-Gail auf dem Alten Friedhof
- Halle (Saale):
  - Robert-Franz-Denkmal am Universitätsring, 1903
  - Bronzebüste des Juristen und Mitbegründers der halleschen Universität Christian Thomasius im Treppenhaus des Universitätshauptgebäudes
  - Siegesbrunnen auf dem Marktplatz, 1878 (wurde 1926 umgesetzt, um 1946 abgerissen)
  - Siegessäule, 1872, bekrönende Borussiafigur, 1946 abgerissen[13]
- Hamburg: Lessing-Denkmal auf dem Gänsemarkt, 1881[14]
Die Bronzereliefs am Sockel zeigen den Schauspieler Conrad Ekhof und den Professor Hermann Samuel Reimarus.
- Helgoland: Hoffmann von Fallersleben, 1892
- Kaub: Blücher-Standbild in den Rheinanlagen, 1894
- Kiel: Carl-Loewe-Büste[15]
- Koblenz: Goeben-Denkmal, 1884
- Köln: Bismarck-Denkmal auf dem Augustinerplatz 1879 (nach 1945 gestohlen)
- Küstrin: Standbild des brandenburgischen Markgrafen Hans von Küstrin, zerstört
- Löbejün: Carl-Loewe-Denkmal (Büste)
- Lübeck: Bildnis Ernst Curtius, 1884; Marmorbüsten des Fürsten Bismarck und des Grafen Moltke, Bürgerschaftssaal im Rathaus, erworben 1887
- Mönchengladbach: Bismarck-Denkmal, 1899, zerstört
- Neunkirchen (Saar): Bronzestandbild des Montanunternehmers Carl Ferdinand von Stumm-Halberg, 1902. Der Bronzeguss erfolgte in der Aktiengesellschaft vorm. Hermann Gladenbeck & Sohn in Berlin-Friedrichshagen
- Pillau: Standbild des Großen Kurfürsten; 1942 zur Einschmelzung demontiert, aber nach dem Zweiten Weltkrieg in Eckernförde wieder aufgestellt (siehe oben)
- Prenzlau: Wilhelm-Grabow-Obelisk mit Reliefmedaillon des Gelehrten, im Stadtpark, 1875 eingeweiht
- Venedig: Richard-Wagner-Denkmal in den Gärten der Giardini, 1906–1908 bearbeitet, Auftrag von Adolph Thiem
- Weißenfels: Marmorbüste des Grabdenkmals von Novalis, 1901
- Wiesbaden: Gustav-Freytag-Denkmal im Kurpark, 1905[16]
- (Wuppertal-) Barmen: Emil-Rittershaus-Standbild, 1899/1900

außerdem
- Bronzebüste des physiologischen Chemikers Moritz Traube